# Bethlen Gábor Technikum
A Bethlen Gábor Technikum egy középiskola Budapest XV. kerületében, Újpalotán.
Az épületben először általános iskola kezdte meg működését 1982-ben, Árendás közi Általános Iskola néven, Fábián Imréné vezetésével. Az épület zöld színe miatt a köztudatban „Zöld sulinak” is nevezték. Budapest Főváros Tanácsa 1988-ban új szakközépiskolák alapítását hagyta jóvá.

## A középiskola története

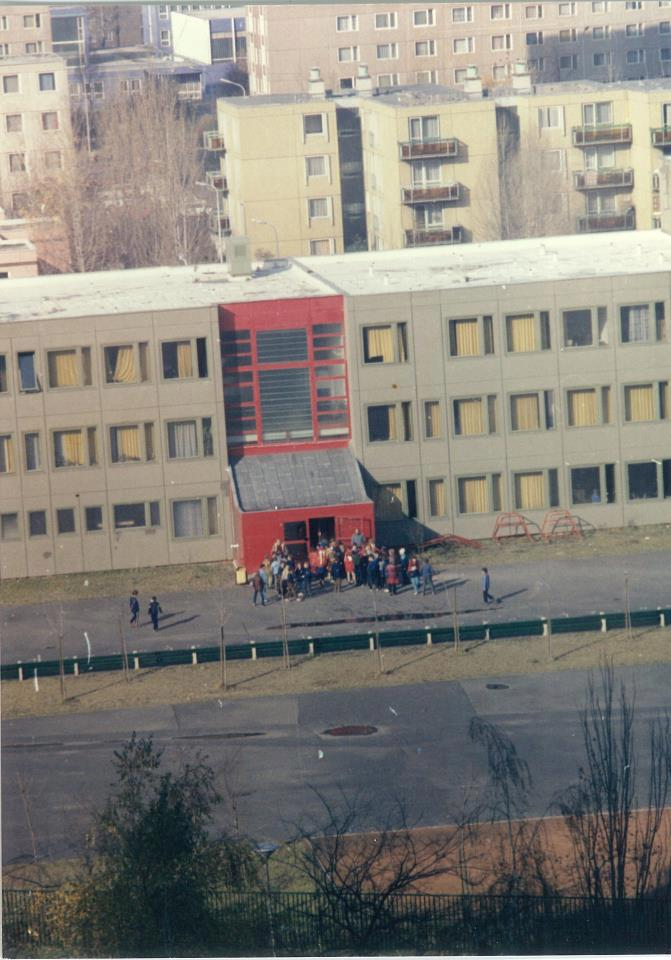
Az épület a '80-as években

A középiskola 1988. szeptember 1-jén kezdte meg működését 4 első osztállyal (2 gépjármű üzemi és 2 számviteli gazdálkodási ágazatú) a Petőfi Sándor Közgazdasági Szakközépiskolából érkező Donázy István vezetésével. Az iskola fenntartója Budapest Főváros Tanácsa volt. Az utolsó 8. osztály 1990-ben ballagott, azaz 2 évig (1988 és 1990 között) egy épületben volt az általános iskola és a szakközépiskola, így az Árendás közi Általános Iskola – nagy viharok között – ez évben megszűnt. A sajtó is foglalkozott a kor egyik legnagyobb oktatási reformjával.
A szakközépiskola alapítását támogatták többek között:
- Budapesti Közlekedési Vállalat (BKV)
- Hungarocamion
- VOLÁN TEFU
- KM Légiforgalmi és Repülőtéri Igazgatóság
- VOLÁN Tömegáru és Bányászati Vállalat
- VOLÁNSPEC Fuvarozó és Szolgáltató Vállalat
- Belkereskedelmi Szállítási Vállalat
- Fővárosi Autótaxi Vállalat

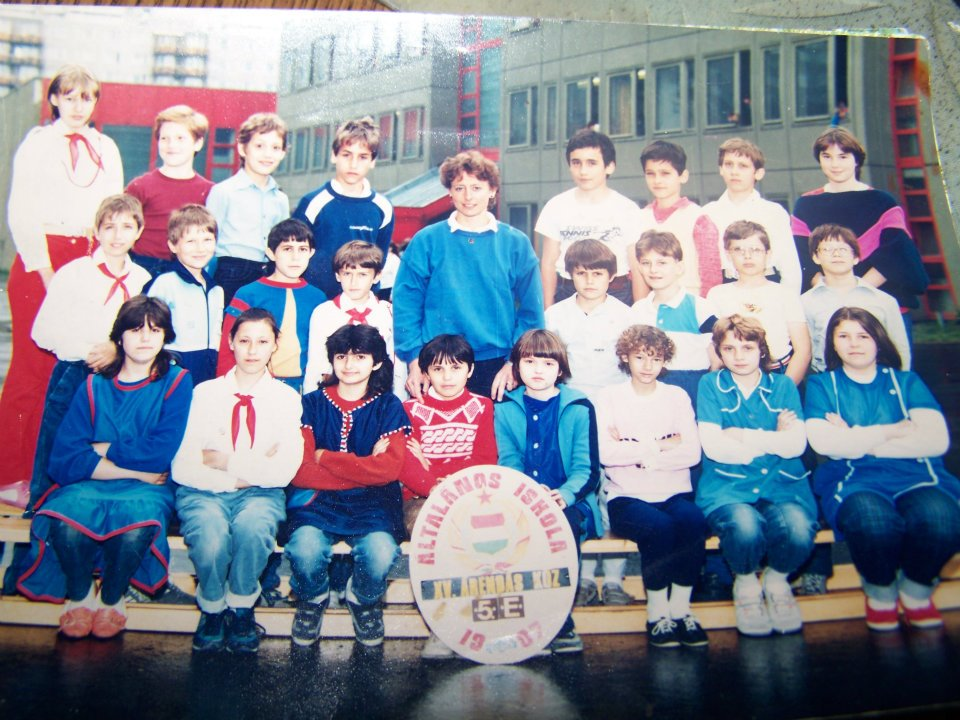
Az 1982-ben indult első évfolyamról készült kép, 5.E osztályosként, 1987-ben

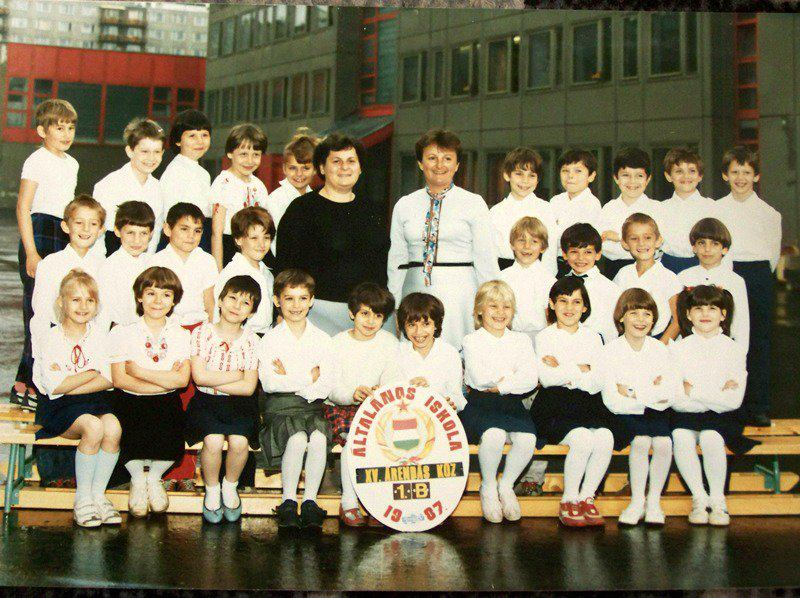
Az utolsó elsős évfolyam 1987-ben. 1990-ben átcsoportosították őket másik kerületi általános iskolába

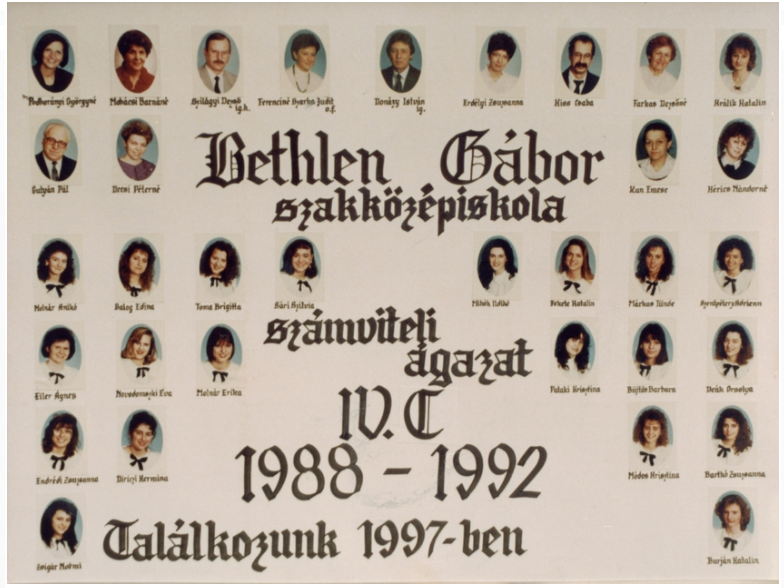
Az elsőként érettségizett osztályok egyike (1992)

1989. szeptember 1-jétől a Közlekedési Minisztériumtól engedélyt kapott az iskola a számviteli számítástechnikai alkalmazói kísérleti ágazat indítására, melynek tantervét, óratervét az iskola nevelőtestülete dolgozta ki. Az 1990-es tanévtől kezdődően az iskola engedélyt kapott, hogy felvegye az erdélyi fejedelem, Bethlen Gábor nevét. A névválasztás nem volt könnyű, mivel sokféle szempontot kellett figyelembe venni. A XVII. századi nagy erdélyi fejedelem nevét vette fel az intézmény ily módon megbecsülését és vállalva azt a szellemi örökséget, amit a modern, európai gondolkodású politikus-közgazdász uralkodó neve fémjelez. A névadó ünnepélyen megjelent gróf Bethlen István is, aki oldalági leszármazottja a fejedelmi Bethlen dinasztiának.
Az iskola Bethlen Gábor Közlekedési és Közgazdasági Szakközépiskola néven működött tovább. Az ország gazdasági, társadalmi szerkezetében végbemenő változásokat, illetve az ezekből következő piaci igényeket figyelembe véve az 1991/92. tanévben – szintén kísérleti képzés keretében – az országban elsőként új szakot indított: belföldi és nemzetközi szállítmányozói szak néven. Ebben segítségül szolgált a Közlekedési, Hírközlési és Vízügyi Minisztérium is. Valamint, ebben a tanévben érettségizett az első 4 osztály (1988-92).
A tanulók, ezekben az években, egészen 1998-ig érettségi-képesítő bizonyítványt, a közlekedési osztályok tanulói a 13. évfolyam elvégzése után technikusi bizonyítványt kaptak. 1998 után már nem volt szakmai érettségi a szakközépiskolákban. Új képzési struktúra alakult ki, a szakközépiskola egyértelműen érettségi előtti képzésre (9-12. évfolyamra) és érettségi utáni szakképzésre (OKJ) (13-14. évfolyam) tagolódott. Az érettségi előtti képzés a világbanki képzés keretében – a továbbiakban is – közlekedési és közgazdasági szakmai alapozással működött, később lényeges változás nélkül, a kerettanterv alapján tagolódott a fenti két szakmai területre.
1998-ban a Pannon Agrártudományi Egyetem Georgikon Mezőgazdaságtudományi Karával közösen az iskola kidolgozta az első, 2 éves érettségi utáni felsőfokú szakmai képzés központi programját, informatikai statisztikus és gazdasági tervező szak néven. Ez a képzés – akkreditálás után – a keszthelyi Agrártudományi Egyetemmel kötött együttműködési szerződése alapján az iskola egyik sikeres, rangos képzése volt. 
A közlekedési szakmacsoportban is új emelt szintű szakma tanítása indult. A 2001-es tanévtől kezdődően nemzetközi szállítmányozási és logisztikai menedzser szak néven, illetve a 2 éves középszintű közlekedés-üzemviteli szállítmányozási technikus képzés.
2004. szeptember 1-jétől az érettségi előtti képzés a nyelvi előkészítő (NYEK) osztály indításával gazdagodott. Az érettségi utáni szakképzés a közgazdasági képzésben, középszintű szakképzéssel korszerűsödött, az 1 éves pénzügyi- és számviteli ügyintéző, majd a 2005/2006-os tanévtől az 1 éves marketing és reklámügyintéző szakkal egészült ki az OKJ-s képzése az iskolának.
2006-ban szomorú esemény történt az intézmény életében. A középiskola alapító igazgatója Donázy István, 18 év iskolavezetés után elhunyt. Helyét az addigi matematika tanárként dolgozó Fischerné Szilasi Gabriella vette át.

## Iskola-összevonások
A Fővárosi Önkormányzat 2006-ban fogadta el a Fővárosi Szakképzés-fejlesztési Tervet, az országos szakképzési reform-elképzelésekkel összhangban, ami 2007-ben sok változást hozott. Elsősorban iskola-összevonások, megszüntetések szerepeltek benne. A döntési hullámban a Bethlen megőrizte stabil helyét és 2007-ben az 1925 óta, Pestújhelyen (XV. kerület) működő Petőfi Sándor Közgazdasági Szakközépiskola és Gimnáziumnak jogutódja lett az iskola. A 2007/2008-as tanévben az iskola két telephelyen működött: a pestújhelyi Ady Endre utcai és az Árendás közben, a Petőfire lakatot tettek. 2008. szeptember 1-jétől csak az Árendás közben folyt a tanítás, a „Petőfis” diákok elballagtak, a tanárok nagy része a Bethlen tantestületébe került. Az összevonás eredményeként a szakmai kínálat az ügyviteli szakmacsoporttal bővült.

## A TISZK korszak
2008 ismét változásokat hozott a szakképző iskolák életében. 2008. szeptember 1-jétől a közoktatási törvény alapján Térségi Integrált Szakképző Központot (TISZK) hoztak létre, mely nem közoktatási intézmény, hanem a szakképzés feladatainak hatékonyabb formában történő megszervezése. Az indokolás szerint a TISZK-ek létrehozásának oka, hogy 2008. szeptember 1-jétől kizárólag a térségi integrált szakképző központban folyó gyakorlati oktatás tárgyi feltételeinek fejlesztésére adható a fejlesztési támogatás. A szabályozásoknak megfelelően 2008. szeptemberétől a képzési szerkezet is átalakult. A Bethlen a Fővárosi Petrik Térségi Integrált Szakképző Központhoz került. Az iskola tanulói az érettségi vizsga letételéig tanultak az iskolában, utána szakképzésre (OKJ) a Térségi Integrált Szakképző Központokban volt lehetőségük, tehát a szakképző iskolák elvesztették a szakképzési önállóságukat. Önállóan gazdálkodó költségvetési intézmény jellegük továbbra is megmaradt. Küldő iskolából fogadó iskolába való átkerüléskor természetesen nem kellett felvételizni.

## Állami átvétel
2011-ben az önkormányzat tulajdonban lévő iskoláknak megszűnt a gazdasági önállósága, több iskolával közös Gazdasági Szervezet (GSZ) látta el a gazdasági feladatokat. 2013. január 1-jétől a fenntartó egy állami szervezet lett: Klebelsberg Intézményfenntartó Központ (KLIK). Ez év szeptemberétől ismét indulhatott szakképző osztály az iskolában, közlekedési és közgazdasági ágazaton: szállítmányozási ügyintéző és pénzügyi ügyintéző néven. Az állami átvétel nehézségekbe, akadályokba ütközött, az iskola mindennapi működése szakaszosan oldódott csak meg.

## Napjainkban
2015-ben újabb oktatáspolitika változások következtek be. A szakképzés a Nemzetgazdasági Minisztériumhoz került, hogy közelebb hozzák a szakmai világot az szakképző iskolákhoz. Július 1-től a szakközépiskolák és szakiskolák (együtt: szakképző iskolák) közös fenntartója a Nemzetgazdasági Minisztérium által alapított Szakképzési Centrumok, melyek önálló gazdálkodással, költségvetéssel rendelkeznek. Budapesten 5 Centrumot hoztak létre, a Bethlen a Budapesti Gépészeti Szakképzési Centrumba került – másik 12 szakképző iskolához hasonlóan – tagintézményként. A Minisztérium és a Centrumok közti irányítói szerepet a Nemzeti Szakképzési és Felnőttképzési Hivatal látja el.
2016-ban átnevezték az iskolatípusokat. A szakközépiskolák a szakgimnázium nevet kellett felvenniük, ezért az iskola neve: Budapesti Gépészeti Szakképzési Centrum Bethlen Gábor Szakgimnáziuma lett.
2017-ben Fisherné Szilasi Gabriella igazgató asszony nyugdíjba vonult. Az új igazgató Zádory Tibor lett, aki 2016-tól igazgatóhelyettesként látta el feladatait.

## Az iskola profilja
Az Alapító okirat alapján közlekedési és közgazdasági szakmacsoportokban kínál képzési lehetőségeket a 8. osztályos általános iskolásoknak. A közlekedési szakmacsoportban közlekedés-üzemviteli, a közgazdaságiban üzleti és elméleti gazdaságtan orientációk voltak. Az iskolában érettségire való felkészítés és érettségi utáni szakmai képzés (OKJ) is folyik, az alábbi ágazatokban: 
- Közlekedés, szállítmányozás és logisztika
- Közgazdaság

A 2018/2019-es tanévre meghirdetésre került az Informatika ágazat keretében, a gazdasági informatikus szakképzés is.

## Könyvtár
Mint minden iskolában, a Bethlenben is működik könyvtár, amely a Petőfi Sándor Közgazdasági Szakközépiskola és Gimnázium valamint a Bethlen Gábor Közlekedési és Közgazdasági Szakközépiskola összevonásakor a két intézmény könyvtárának egyesítéséből alakult ki. Az összevonás a mű- és példányszám gyarapodáson kívül némi egyensúlytalanságot eredményezett az állományon belül az egyes szakok tartalmi minősége tekintetében. Az állomány strukturáltságát meghatározta a könyvtárt igénybe vevő kollégák szakmai irányultsága és az iskola képzési profilja, így a természettudományos és a műszaki kiadványok száma és a válogatás minősége igen szerénynek mondható. A pedagógiai, filozófiai, irodalomtörténeti és történelmi munkák válogatása igényes szakmai munkára utal, a közgazdasági szakmacsoport és az informatika irodalmának anyaga átgondolt és alapos. Az állomány jelentős részét a tankönyvi gyűjtemény teszi ki, amelyet a tanulók nem csupán szociális, alanyi jogon kölcsönöznek. A könyvtári anyag elrendezése a szabványnak megfelelő, ETO szakrendben történt. A nyomtatott irodalmak, dokumentumok feltárása 2013 óta folyamatos, az intézmény összevonáskor a Petőfiből átkerült anyag számítógépes feldolgozása majdnem teljes és szakszerű.

## Specifikumok
Az iskola biztosította – kedvezményes áron – a 11. osztályos tanulói számára a „B” kategóriás jogosítvány megszerzését, saját tanulóautóval és oktatóval. Ezzel a lehetőséggel 1991-től 2017-ig élhettek a diákok. A jogosítvány megszerzésének újbóli lehetőségét szeretné az iskola visszaállítani.
Minden évben megrendezésre kerül az autósballagás, mely a városban is hírként szokott megjelenni. Újságokban szoktak róla számot adni.

## Tanulmányi versenyek
Az iskola diákjai rendszeresen részt vesznek kerületi, fővárosi, megyei és országos versenyeken. Legyen szó történelemről, irodalomról, sportról, szakmai tárgyakról a tanulók helytállnak. Szinte az 1988-as alapítás óta minden évben részt vesznek versenyeken. Az utóbbi években magas arányban kerülnek be a döntőkbe, aminek eredményeképpen a felsőoktatási felvételihez többletpontokat szereznek.

## Az iskola igazgatói
| Év               | Név                        |
| Általános iskola | Általános iskola           |
| ---------------- | -------------------------- |
| 1982-1988        | Fábián Imréné              |
| Középiskola      |                            |
| 1988-2006        | Donázy István              |
| 2006-2017        | Fisherné Szilasi Gabriella |
| 2017-2023        | Zádory Tibor               |
| 2023-            | Bodri Erika Erzsébet       |